# Dust Science Recordings
Dust Science Recordings est un label indépendant de musique électronique, fondé en 2005 en Angleterre par Martin et Richard Dust.
Aux côtés de Ken Downie, ils constituent à eux trois la nouvelle formation du groupe The Black Dog.

## Discographie
- DUSTSND001 - The Black Dog - Trojan Horus EP 	(12")
- DUSTSND002 - The Black Dog - ''Remote Viewing 	(12")
- DUSTSND003 - The Black Dog - Silenced 	(CD)
- DUSTSND004 - The Black Dog - The Remixes 	(12")
- DUSTSND005 - The Black Dog - Thee Singles 	(File, MP3)
- DUSTSND006 - The Black Dog - Remixes 2 	(12")
- DUSTV001 - The Black Dog - Bite Thee Back EP 	(12")
- DUSTV002 - Claude Young - Electronic Dissident 	(12")
- DUSTV003 - Fred Giannelli - Telepathica EP 	(12")
- DUSTV004 - Carl Taylor - Simplex EP 	(12")
- DUSTV005 - Anthony Shakir - Lost & Found 1 	(12")
- DUSTV006 - Shawn Rudiman - Second Is First 	(12")
- DUSTV007 - System 23 - One More Line EP 	(12")
- DUSTV008 - Dan Curtin - Shining 	(12")
- DUSTV009 - Richard H. Kirk - Fear (No Evil) 	(12")
- DUSTV010 - Derailleur - Wave Theory Of Light EP 	(12")
- DUSTV011 - Various - Keep The Faith - Dust Sampler 1 	(CD)
- DUSTV012 - Various - Faith Is Fear 	(CD)
- DUSTV013 - Various - Faith Is Fear 	(12")
- DUSTV014 - DNCN - Moss Lane East EP 	(12")